# Quincy, Wisconsin
Quincy är en kommun (town) i Adams County i Wisconsin i USA. Vid 2010 års folkräkning hade Quincy 1 163 invånare.